# Галерея Альбертина
Альбертина (нем. Albertina) — художественный музей, расположенный во дворце эрцгерцога Альбрехта в центре Вены. В нём хранится одно из самых крупных и значительных мировых собраний графики (около 65 тыс. рисунков и более одного миллиона произведений печатной графики). Коллекция охватывает период от поздней готики до современности. Название «Альбертина» произошло от имени основателя — герцога Альберта Саксонского-Тешенского.

## История
Основу коллекции графики заложил герцог Альберт в 70-х годах XVIII века в королевском замке Братиславы, служившем ему резиденцией в качестве правителя венгерского королевства в 1765—1781 годах.
Учредительная грамота Альбертины датируется 4 июля 1776 года — совпадение с датой провозглашения независимости США является случайным.
С момента приобретения эрцгерцогом Альбрехтом нынешнего дворца в 1795 году вслед за ним туда переехала и его художественная коллекция. Здание дворца было перестроено в соответствии с новым предназначением. В 1822 году собрание стало доступным для публики. В отличие от других коллекций, доступ к которым имело лишь дворянское сословие, единственным условием для входа в Альбертину являлось наличие у посетителя собственной обуви. Тем самым круг посетителей Альбертины был расширен, однако собрание по-прежнему оставалось недоступным для большинства населения.
После смерти герцога Альберта и художественная коллекция, и здание достались по наследству эрцгерцогу Карлу, а затем эрцгерцогу Альбрехту Фридриху Австрийскому и эрцгерцогу Фридриху Австрийскому. К этому времени относится дальнейшее расширение экспозиции.
Весной 1919 года здание и коллекция перешли от Габсбургов в собственность Австрийской республики. В 1920 году коллекция была объединена с фондами печатной графики из бывшей королевской придворной библиотеки. На тот момент времени все экспонаты, находившиеся в частной собственности, были уже вывезены из дворца их бывшими владельцами, хотя размещение художественного собрания в соответствии с учредительной грамотой было привязано к дворцу. С 1921 года здание и коллекция носят имя «Альбертина».

## Экспозиция
В 1996—2003 годах Альбертина была закрыта для публичного доступа в связи с реконструкцией. Уже через год после возобновления своей работы Альбертина стала самым посещаемым музеем в Австрии. В настоящее время в постоянной экспозиции музея нет графики, ее показывают только во время временных выставок. В коллекции музея есть графика таких художников, как Леонардо да Винчи, Микеланджело, Рафаэля, Питера Пауля Рубенса, Оскара Кокошки, Рембрандта, Альбрехта Дюрера, Густава Климта, Эгона Шиле, Сезанна и Раушенберга. В музее проводятся специализированные выставки живописи: например, в 2006 году была выставка, посвящённая Пикассо, а осенью 2018 года — выставки работ Пиросмани и Моне. Выставка, посвященная графике Альбрехта Дюрера открылась 20 сентября 2019 года и будет работать по 6 января 2020 года.
Помимо коллекции графики в Альбертине с 1999 года размещаются коллекция фотографий и архитектурная коллекция в планах, эскизах и моделях.

## В филателии
К 200-летию Альбертины (1969) почта Австрии выпустила серию из восьми марок с репродукциями произведений из этого собрания.

## Галерея

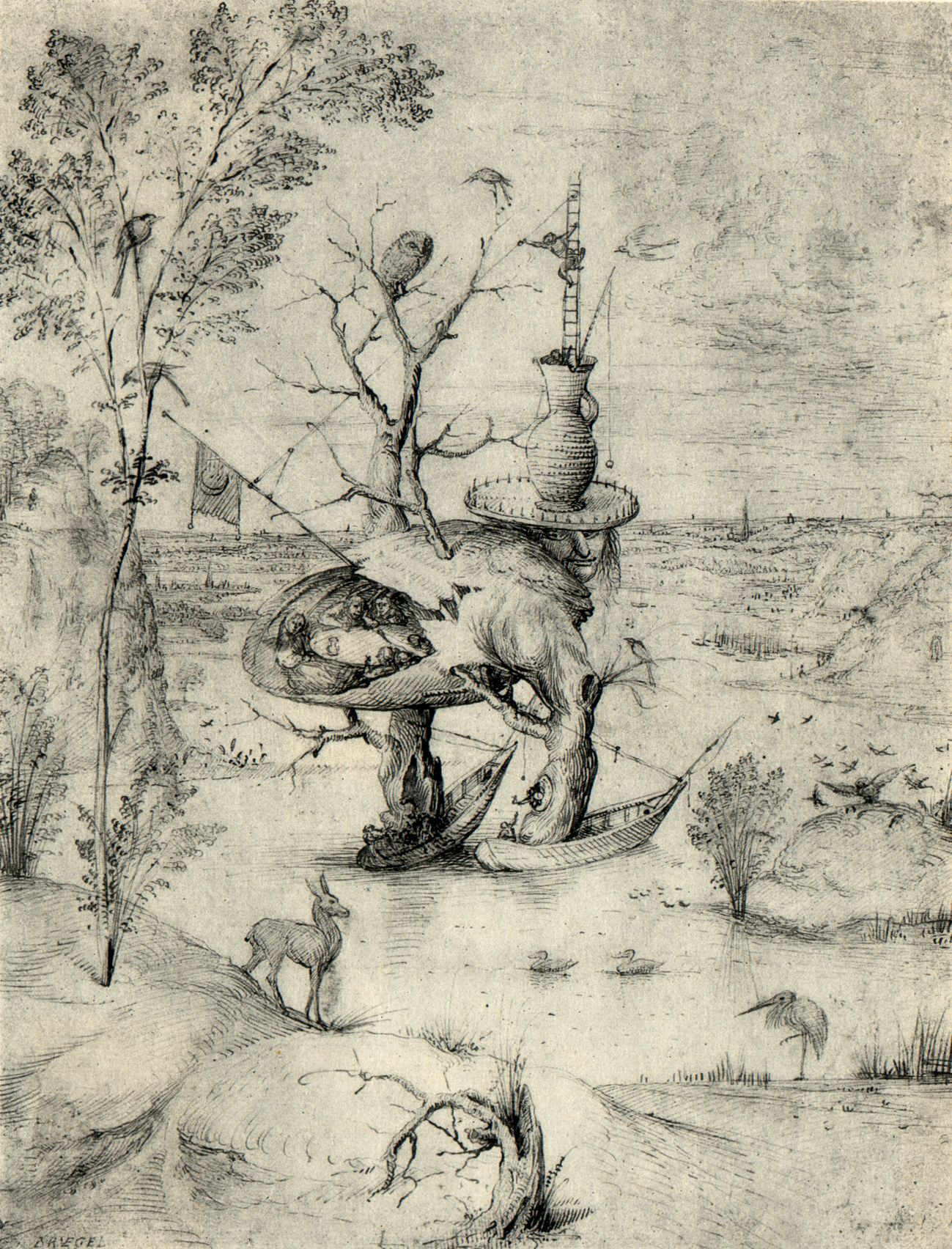
Иероним Босх. Человек-дерево.
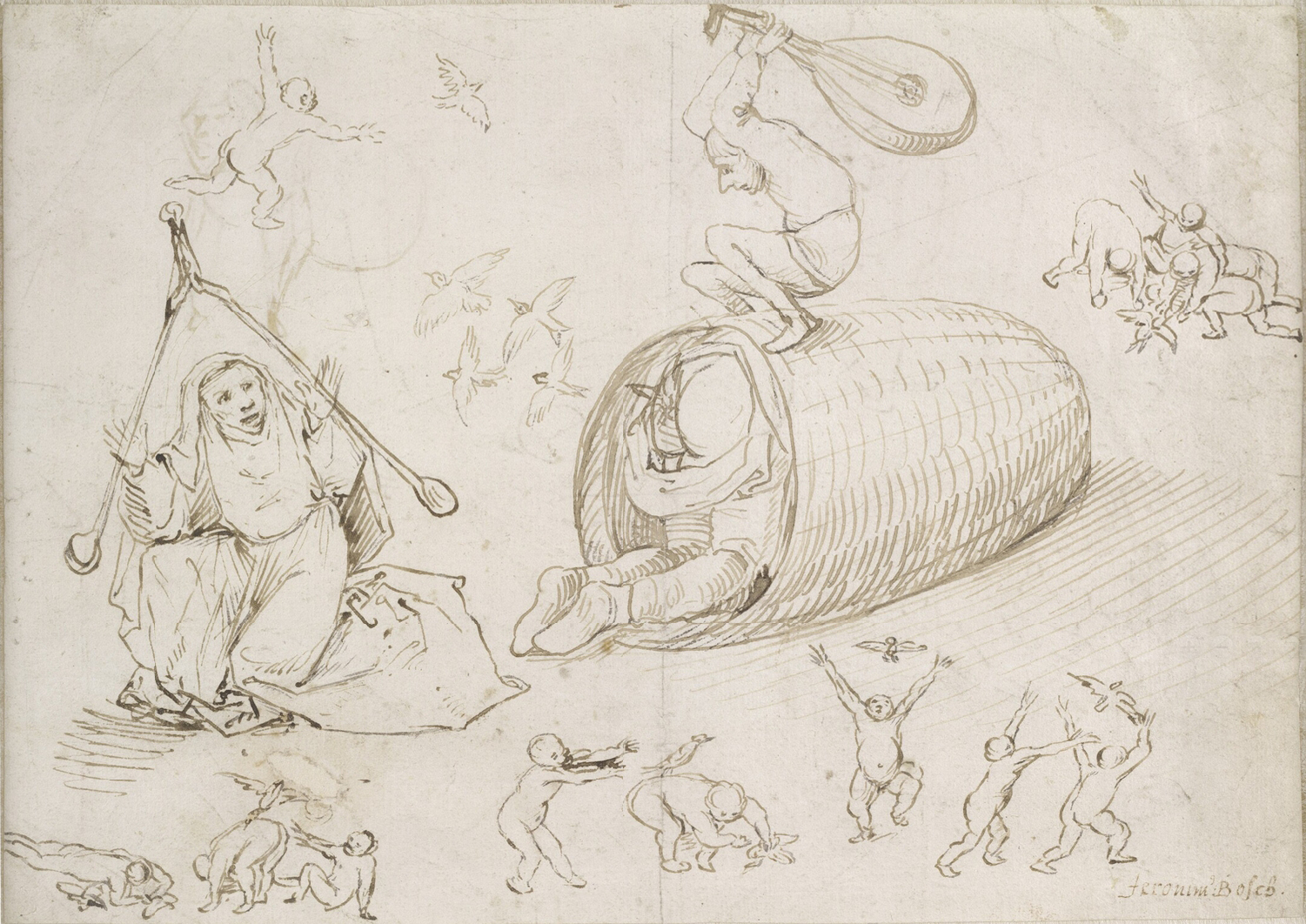
Иероним Босх. Улей и ведьмы.
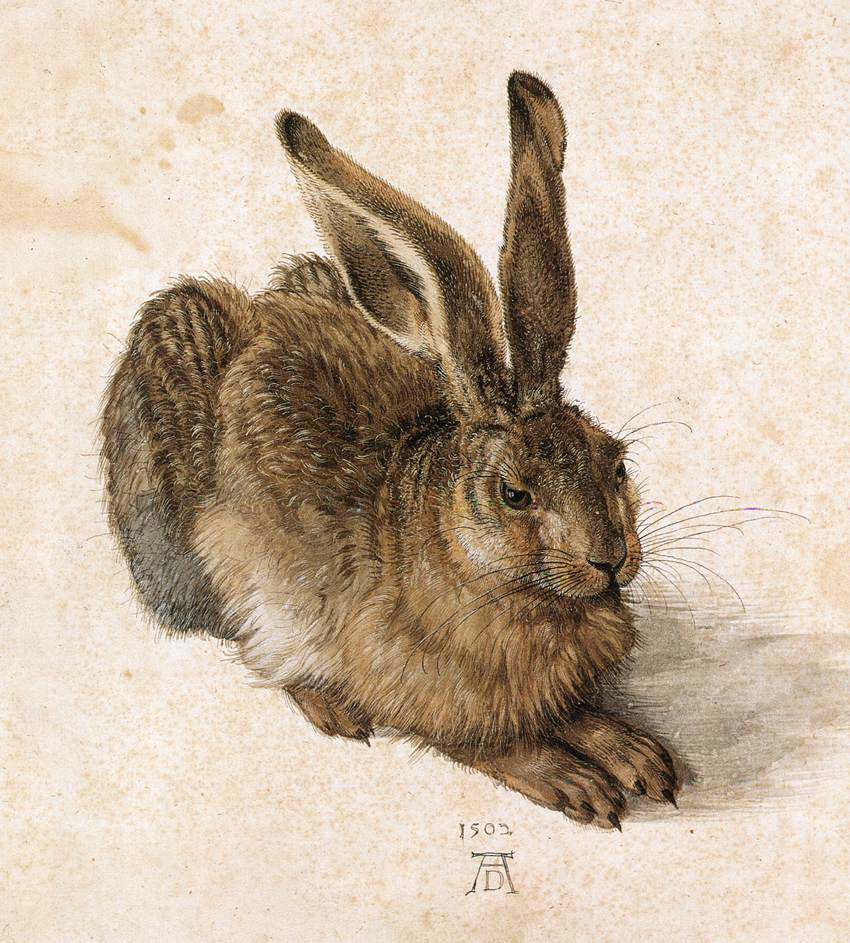
Альбрехт Дюрер. Заяц. 1502
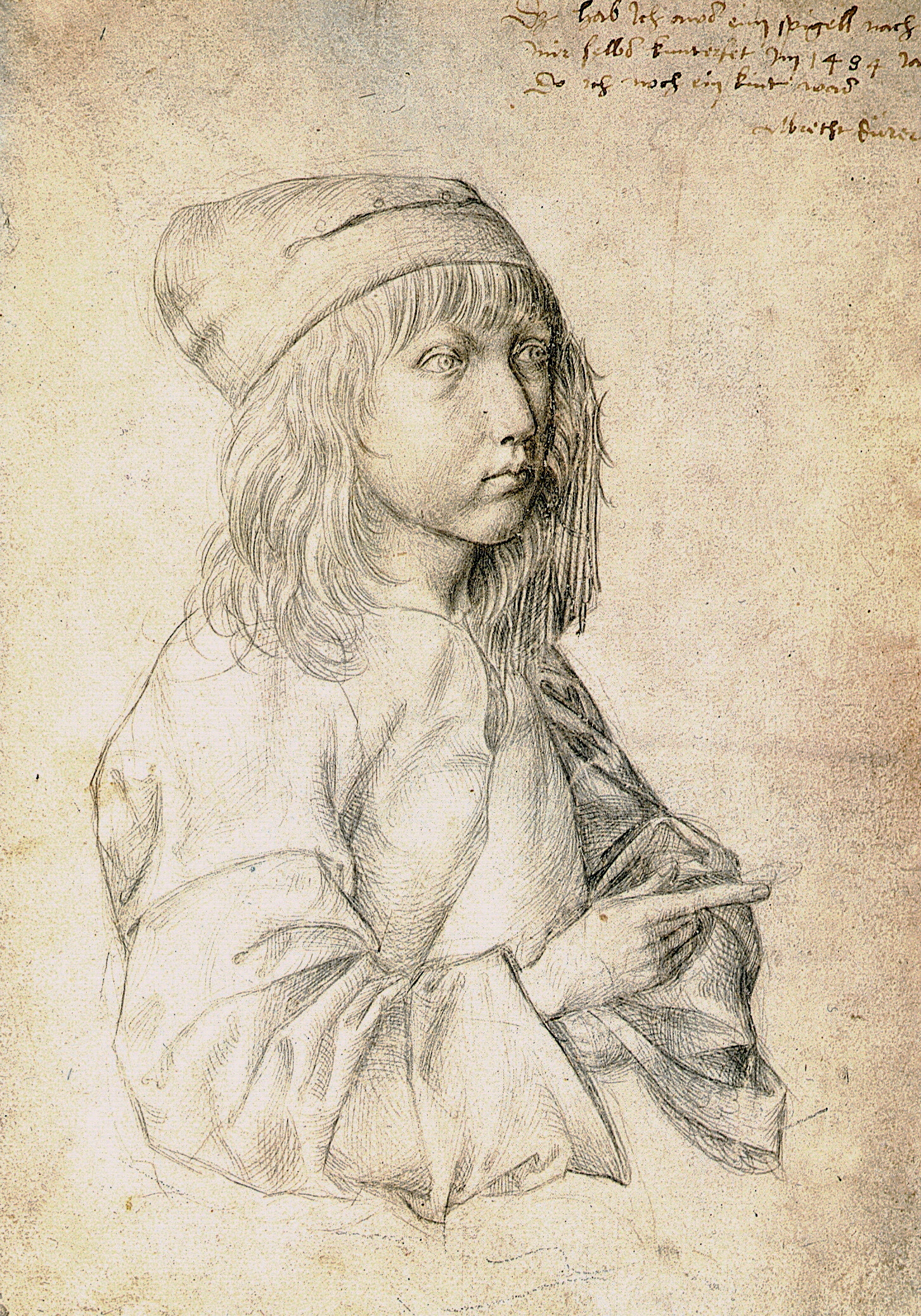
Альбрехт Дюрер. Автопортрет (рисунок серебряным карандашом). 1484
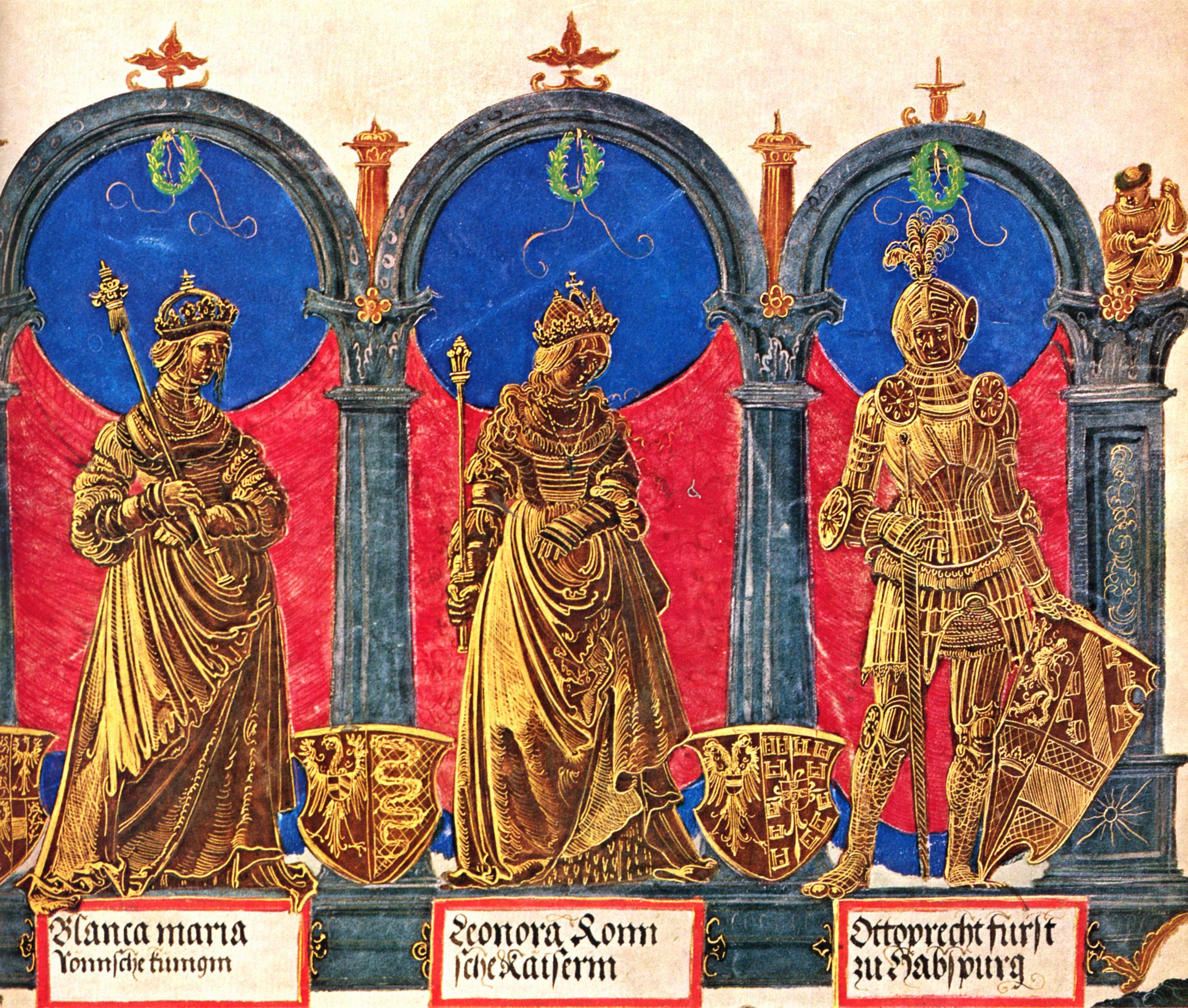
Альбрехт Альтдорфер. Триумфальное шествие императора Максимилиана.
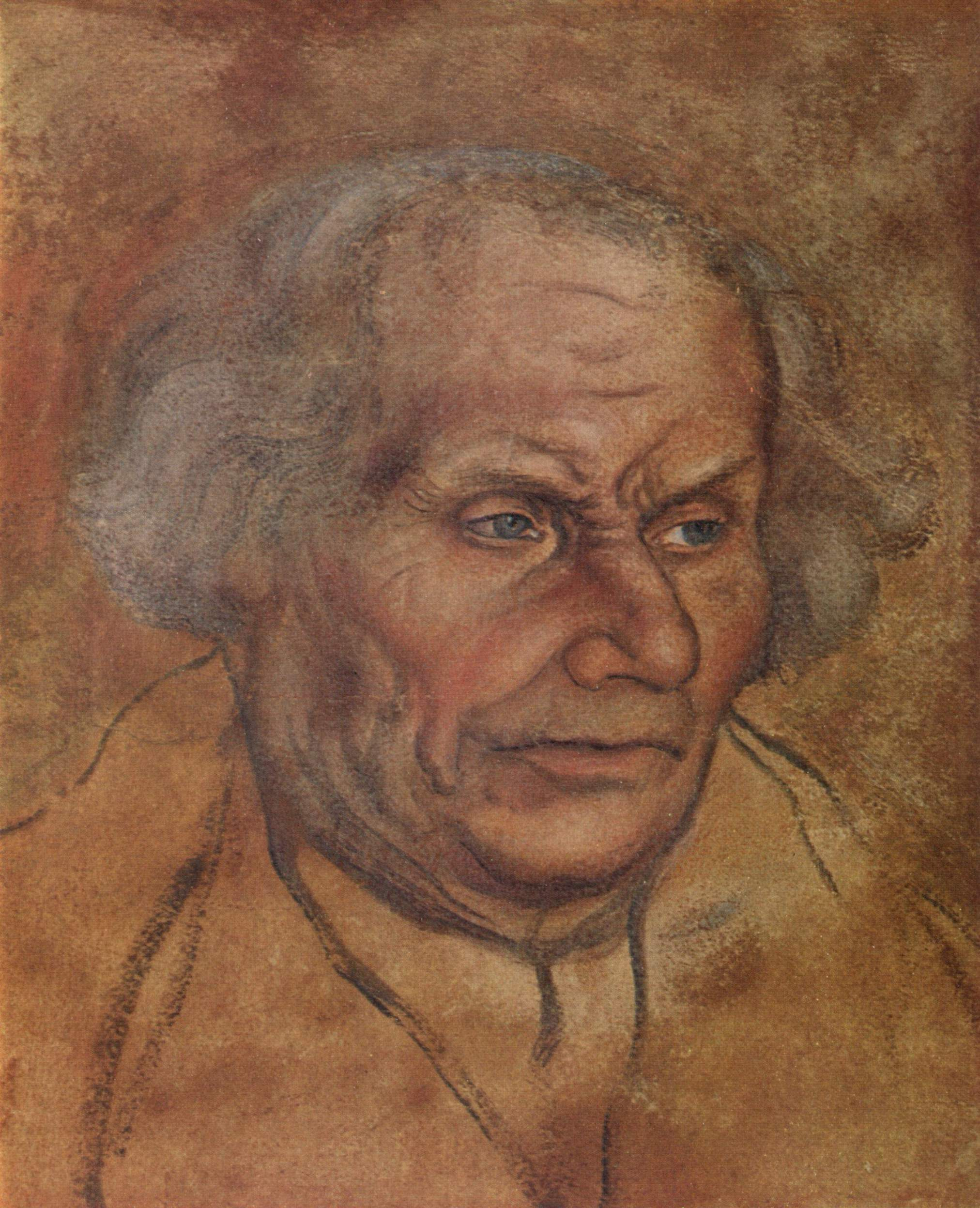
Лукас Кранах Старший. Портрет отца Лютера. 1527
Эгон Шиле. Женское ню. 1910